# Society for Effecting the Abolition of the Slave Trade

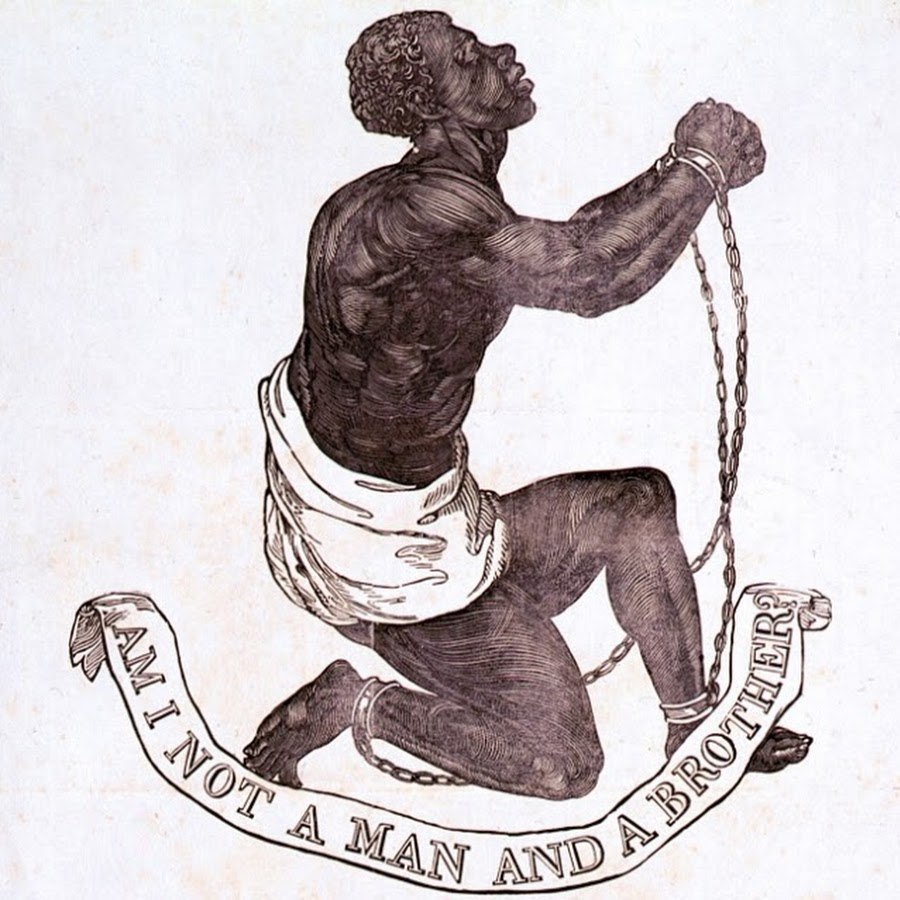
Embleem van de British Anti-Slavery Society

De Society for Effecting the Abolition of the Slave Trade werd opgericht op 22 mei 1787 toen twaalf mannen samenkwamen in een kleine drukkerij in Londen en zich tot doel stelden de Society for the Abolition of the Slave Trade op te richten.

## Oorsprong en ontwikkeling
In het begin waren de meeste leden Quakers. De oprichting volgde op een parlementaire petitie van een 300-tal mensen tegen de slavenhandel. De drie pioniers waren Granville Sharp, Thomas Clarkson en William Wilberforce. William Wilberforce werd de leider omwille van zijn parlementaire connecties: hij was volksvertegenwoordiger van Kingston-upon-Hull in Yorkshire. Er was een sterke weerstand tegen de abolitionisten vanwege het lucratieve aspect van de slavenhandel.

## Doel
Het doel van de Society for the Abolition of the Slave Trade was om de slavenhandel af te schaffen en daartoe nieuwe wetten te laten aannemen. Ze probeerden dit doel te bereiken via pamfletten en boeken, en organiseerden petities in het Lagerhuis, anti-slavernijbijeenkomsten, lezingen etc. Wilberforce deed het eerste abolitionistische wetsvoorstel in 1791. maar het werd weggestemd met 163 tegen 88 stemmen.

## Geleidelijke afschaffing
Het kostte de Society 20 jaar hard werk om een eerste fase van abolitionisme te bereiken. In 1807 stemde het Britse Parlement voor de Slave Trade Act en werd de afschaffing van de slavenhandel in het Britse Rijk een feit. In 1808 kreeg de West-Afrikaanse havenstad Freetown meer bescherming van Groot-Brittannië. In deze stad konden bevrijde slaven uit het gebied wonen. 
In 1830 werd de Anti-Slavery Society opgericht. De emancipatie en feitelijke bevrijding van alle slaven in het Britse Rijk werd een feit toen de Abolition of Slavery Act in 1833 werd aangenomen.